# August Ferdynand Wolff
August Ferdynand Wolff (ur. 1768 w Lesznie, zm. 6 kwietnia 1846 w Warszawie) – polski lekarz, współzałożyciel Szkoły Lekarskiej w Warszawie i Towarzystwa Lekarskiego Warszawskiego.

## Życiorys
Urodził się w rodzinie żydowskiej pochodzącej z Leszna, jako syn Abrahama Emanuela Wolffa, nadwornego lekarza Augusta Kazimierza Sułkowskiego i Justyny Elżbiety Klose.
Przeprowadził się z Leszna do Warszawy pod koniec XVIII wieku. Objął stanowisko fizyka miejskiego i został I radcą lekarskim przy regencji warszawskiej. W 1809 uczestniczył w zakładaniu Szkoły Lekarskiej w Warszawie, która po wielu przekształceniach (m.in. przyjęciu kształtu Wydziału Lekarskiego Uniwersytetu Warszawskiego) funkcjonuje do dziś jako Warszawski Uniwersytet Medyczny. W latach 1810–1817 sprawował funkcję prezesa rady ogólnej lekarskiej. W 1822 współuczestniczył w tworzeniu Towarzystwa Lekarskiego Warszawskiego. Był członkiem czynnym Towarzystwa Królewskiego Warszawskiego Przyjaciół Nauk. Był dziedzicem dóbr Głuchów.
1 października 1828 otrzymał Order Świętego Stanisława III klasy, a w 8 lat wcześniej – 27 stycznia 1820 – szlachectwo dziedziczne Królestwa Polskiego z herbem „Postęp”.
Był dwukrotnie żonaty. Po raz pierwszy z Barbarą Beatą Michler, z którą miał dwóch synów: Karola Gustawa (ur. 1796) i Maurycego (1798-1861, lekarza). Po raz drugi z Fryderyką Marianną Hennig.
Jest pochowany na cmentarzu reformowanym przy ul. Żytniej w Warszawie (kwatera M-7-10).

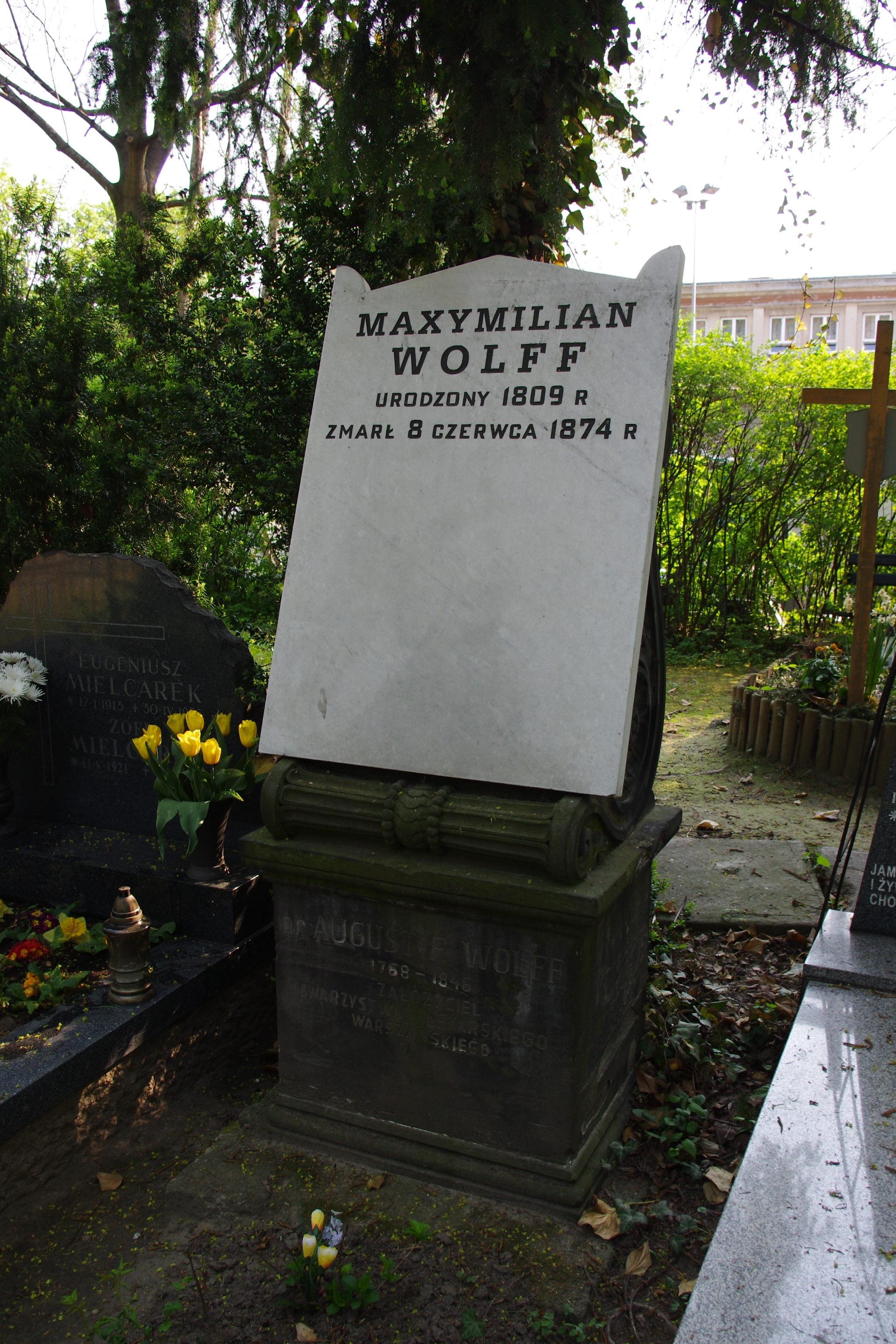
Grób lekarza Augusta Ferdynanda Wolffa na Cmentarzu ewangelicko-reformowanym w Warszawie